# Spedizione Pike
La spedizione Pike fu una spedizione militare effettuata tra il 1806 ed il 1807, su incarico del Governo degli Stati Uniti, per esplorare il territorio della Louisiana francese che gli Stati Uniti avevano acquistato nel 1803 dai francesi. La spedizione fu comandata dall'allora tenente dell'esercito degli Stati Uniti Zebulon Pike. La spedizione fu sostanzialmente un insuccesso, Pike commise diversi errori e da ultimo sconfinò, non si sa se volutamente o accidentalmente, nel territorio della Nuova Spagna e fu catturato dagli spagnoli nei pressi dell'attuale Alamosa. Dopo una breve prigionia Pike e la gran parte dei suoi uomini fu rimpatriata nel luglio del 1807.

## Antefatto ed obiettivi
Nel 1803 il terzo presidente degli Stati Uniti, Thomas Jefferson, aveva acquistato da Napoleone Bonaparte la Louisiana Francese. Si trattava di un immenso territorio, di oltre due milioni di chilometri quadrati, con il quale gli Stati Uniti raddoppiarono la loro superficie.
Subito dopo l'acquisto sorsero dei contenziosi con la Spagna, che aveva posseduto il territorio tra il 1764 ed il 1803 con il nome di Louisiana spagnola all'interno del vicereame della Nuova Spagna, che contestava parte del confine occidentale.
Il presidente Jefferson pertanto avviò una serie di esplorazioni allo scopo ufficiale di mappare il territorio per loro sconosciuto. La prima di queste spedizioni fu quella affidata nel 1804 a Lewis e Clark con il compito di scoprire la sorgente del fiume Missouri e quindi raggiungere la costa occidentale. La seconda spedizione fu quella della esplorazione del Red River avviata nel 1806, e la terza fu affidata a Zebulon Pike.
La spedizione di Pike fu in realtà avviata dal generale James Wilkinson, che era diventato governatore dell'appena costituito Territorio della Louisiana. Wilkinson avviò questa spedizione senza l'autorizzazione preventiva del presidente Jefferson o del Ministero della guerra, anche se questa venne poi approvata a posteriori. Quali fossero le reali intenzioni di Wilkinson, che era invischiato nella congiura di Burr, non fu mai del tutto chiarito. Fatto sta che egli diede a Pike l'ordine di condurre una spedizione nei territori del sud-ovest con l'obiettivo non dichiarato di raccogliere informazioni sulle forze spagnole lungo il confine sud-occidentale del Territorio della Louisiana. A copertura di questa missione Wilkinson diede a Pike degli obiettivi ufficiali di natura scientifica ed umanitaria. Quelli scientifici erano di esplorare i fiumi Arkansas e Red River, alla ricerca delle loro sorgenti, e poi esplorare il corso del Red River fino al Mississippi. L'obiettivo umanitario era quello di restituire alla loro tribù un gruppo di nativi Osage, in maggioranza donne e bambini, che erano stati catturati nel 1803 da una banda di Potawatomi e che erano stati successivamente riscattati dal governo americano.

## Spedizione e cattura
il 15 luglio del 1806 la spedizione partì da Fort Bellefontaine, sul Missouri, poche miglia a nord di St. Louis. Il gruppo era composto da 23 bianchi e 51 nativi delle tribù Osage e Pawnee. Dei bianchi facevano parte, oltre a Pike, il tenente James Biddig Wilkinson (figlio del generale), un medico, il dottor John Hamilton Robinson, un interprete, ed altri 19 militari.
Il gruppo risalì il Missouri e poi l'Osage per alcuni giorni giungendo infine nei pressi del villaggio dei Grand Osage, non lontano dall'antico trading post francese di Fort Carondelet, ove il 19 agosto venne posto un campo permanente chiamato Camp Independence. Qui restarono alcuni giorni restituendo ai capi del villaggio gli Osage che avevano riscattato. Successivamente, con l'aiuto di alcune guide Osage, si diressero verso il territorio dei Pawnee a nord, dove giunsero il 25 settembre. Anche qui soggiornarono presso il villaggio di Grand Pawnees, situato lungo il fiume Republican (affluente del Kansas al confine fra gli attuali stati del Nebraska e del Kansas), restituendo i nativi Pawnee al loro popolo. Durante il suo soggiorno preso i Pawnee, Pike apprese che un contingente spagnolo guidato dal tenente Facundo Melgares li aveva preceduti di qualche settimana consegnando loro la bandiera spagnola in segno di fratellanza.
Il 7 ottobre il gruppo, guidato da due nativi Osage, partì per il fiume Arkansas. Il 16 ottobre giunsero sul fiume e posero il loro campo presso l'attuale Great Bend (Kansas). Qui il gruppo si divise: Wilkinson con due guide Osage e cinque soldati fu inviato a discendere l'Arkansas su due canoe costruite da loro, mentre Pike con il resto del gruppo si diresse verso ovest. La discesa del fiume si rivelò piuttosto difficile e Wilkinson fu salvato da una banda di Osage. Il gruppo arrivò ad Arkansas Post il 9 gennaio 1807.
Il 28 ottobre il gruppo di Pike iniziò la risalita dell'Arkansas seguendo le tracce del contingente spagnolo guidato da Melgares, che li precedeva di qualche settimana. L'11 novembre arrivarono nel territorio dell'attuale Colorado.
Continuando il percorso in direzione delle sorgenti del fiume, il territorio cominciò a cambiare aspetto facendosi più aspro ed impegnativo. Inoltre l'inverno era alle porte e Pike comprese le difficoltà in cui sarebbero venuti a trovarsi di lì a poco avendo lasciato le divise invernali nel Missouri per viaggiare più speditamente. Il 15 novembre Pike avvistò per la prima volta la montagna, da lui inizialmente chiamata Grand Peak, che oggi è nota come Pikes Peak. Il 22 novembre incontrarono un gruppo di guerrieri Pawnee con i quali ebbero uno scontro che fortunatamente si risolse senza spargimento di sangue.
Il 23 novembre, giunti presso l'attuale Pueblo, costruirono un accampamento fortificato ed il giorno successivo Pike, con il dottor Robinson e altri due soldati, partirono in direzione del Pikes Peak.
Valutando che potavano raggiungere la montagna in un giorno di viaggio presero solo pochi viveri. Viceversa la distanza si rivelò maggiore ed impiegarono due giorni ad arrivare alla sua base. Il 26 iniziarono l'ascesa ed il 27 con grandi difficoltà giunsero sulla cima, che trovarono innevata, ma si accorsero di aver scalato la vetta sbagliata, il Pikes Peak era ancora circa 15 miglia più lontano. Pike valutando la situazione del gruppo, senza più viveri a con vestiti non adatti alla temperatura che era scesa ad alcuni gradi sotto zero, decise di tornare al campo base dove giunsero il 29.
Il 30 novembre lasciarono l'accampamento e ripresero la risalita dell'Arkansas verso ovest alla ricerca delle sorgenti del fiume in un clima che era oramai diventato invernale. Il 5 dicembre giunsero presso l'imbocco della gola detta Royal Gorge, presso l'attuale Cañon City dove c'era una biforcazione del fiume. Qui egli invio alcuni gruppi ad esplorare i due rami del fiume e giunse alla conclusione, rivelatasi poi errata, che erano arrivati non lontano dalle sorgenti dell'Arkansas. Ritenendo raggiunto questo obiettivo, Pike decise di perseguire l'obiettivo successivo, cioè raggiungere le sorgenti del Red River.
Il 10 dicembre il gruppo lasciò il fiume Arkansas, ma Pike commise un grave errore di valutazione. Infatti il Red River si trovava a sud-ovest rispetto alla loro posizione attuale, mentre lui si diresse verso nord, seguendo quelle che credeva essere le tracce degli spagnoli che li precedevano, nella convinzione che questi, conoscendo meglio il territorio, gli avrebbero fatto risparmiare tempo. Il 13 dicembre incontrarono un fiume abbastanza grande che credevano fosse il Red River. Dopo alcune ricognizioni scoprirono che il fiume scorreva verso nord-est, mentre il Red River avrebbe dovuto scorrere verso sud. Si trattava in effetti del South Platte, uno dei due rami del Platte. Dopo aver risalito il fiume per alcuni giorni, arrivando quindi nella zona della sorgente del fiume, decisero di tornare indietro, abbandonando quindi il fiume e indirizzandosi verso sud-ovest.
Il 18 dicembre incontrarono un altro fiume, che pensarono fosse il Red River: In realtà si trattava dell'Arkansas che non finiva nella gola del Royal Gorge, come loro avevano ipotizzato, ma proseguiva per un centinaio di chilometri verso nord-ovest. Decisero quindi di risalire il fiume ed il 22 dicembre arrivarono in un punto da cui potevano osservare tutta la vallata convincendosi che effettivamente si trattava del Red River. Iniziarono quindi la discesa del fiume ed il 25 dicembre passarono un gelido Natale presso l'attuale città di Salida. Proseguendo la discesa del fiume ebbero ben presto un'amara sorpresa quando, arrivando da nord al Royal Gorge, scoprirono che quello che stavano percorrendo era l'Arkansas che avevamo lasciato circa un mese prima.
Il gruppo era allo stremo, stanchi, affamati, demoralizzati e vestiti in modo totalmente inadatto alla stagione ed alle rigide temperature. Pike prese quindi una decisione, decise che i cavalli non erano più utili nella situazione presente e decise di lasciarli in un recinto sotto la custodia di due uomini, gli altri 14 si sarebbero diretti verso sud portando quanto necessario sulla schiena.
Il 14 gennaio partirono risalendo il Grape Creek, un affluente dell'Arkansas che scendeva dai Monti Sangre de Cristo. Dopo qualche giorno nove uomini ebbero sintomi di congelamento dei piedi. Il 21 gennaio, verificato che due di quelli colpiti dal congelamento non potevano proseguire, Pike decise di separare i gruppi lasciando i due malcapitati in un accampamento di fortuna con munizioni adeguate e con la promessa che appena possibile avrebbe mandato loro dei soccorsi.
Il 27 gennaio furono costretti a lasciare indietro un altro uomo, anche lui con problemi di congelamento. Verso la fine della giornata individuarono un passaggio fra le montagne, si trattava del Passo Medano, attraverso il quale sbucarono nella San Luis Valley dove trovarono ad attenderli le enormi dune di sabbia di quello che è oggi conosciuto come Great Sand Dunes National Park. Il giorno successivo si accamparono su una di queste dune e da li Pike poté vedere verso sud-ovest un fiume che scorreva appunto in quella direzione. Il 30 gennaio arrivarono al fiume, che pensavano fosse il Red River, mentre invece era il Rio Grande. Questa tappa portò il gruppo, probabilmente ignaro della cosa, ad attraversare il confine fra il Territorio della Louisiana e la Nuova Spagna.
Si spostarono quindi a valle e costruirono un campo fortificato con palizzate di legno e fossato lungo il fiume Conejos, un affluente del Rio Grande.
Il 7 febbraio, quando i lavori di costruzione del forte furono ultimati, Pike inviò cinque dei suoi uomini a recuperare i soldati che erano stati lasciati nelle montagne. Al tempo stesso il dott. Robinson partì in direzione di Santa Fe, dove contava di farsi passare per un agente di commercio che operava per conto di un commerciante americano.
Il 16 febbraio, mentre era a caccia con un compagno, Pike incontrò due uomini a cavallo che si rivelarono essere un dragone spagnolo ed il suo compagno indiano che venivano da Santa Fe. Da questi apprese che il dott. Robinson era arrivato a Santa Fe ed era stato trattato con grande deferenza dalle autorità spagnole. I due cavalieri seguirono Pike al suo accampamento da cui ripartirono il giorno successivo.
Entro il 18 febbraio gli uomini della squadra di soccorso rientrarono, ma riuscirono a portare indietro solo il soldato abbandonato il 27 gennaio, mentre gli altri due lasciati in precedenza non erano in condizioni di tornare indietro. Il giorno successivo Pike inviò una seconda squadra al campo sul fiume Arkansas, con il compito di riportare indietro i due uomini che erano rimasti lì, i cavalli con i rifornimenti e sulla via del ritorno recuperare i due uomini con i piedi congelati.
Il 26 febbraio un contingente spagnolo di 50 dragoni a cavallo e 50 soldati si presentò al campo di Pike. Durante le conversazioni che seguirono Pike apprese che il fiume su cui erano accampati non era il Red River, ma bensì il Rio Grande, e quindi che loro si trovavano nel territorio della Nuova Spagna. Gli ufficiali spagnoli informarono quindi Pike che il governatore del Nuovo Messico Joaquín Alencaster desiderava parlare con loro per capire meglio le ragioni del loro viaggio. Pike quindi, concordò di lasciare sul posto due uomini, e avendo ottenuta assicurazione dagli spagnoli che avrebbero aiutato i suoi uomini che erano stati inviati a recuperare gli altri compagni lasciati lungo il percorso, partì per Santa Fe con i suoi uomini al seguito degli spagnoli.

## Seconda parte della spedizione
Il gruppo lasciò il campo sul fiume Conejos il 27 febbraio e dopo un viaggio di cinque giorni, il 3 marzo, giunsero a Santa Fe, la capitale della provincia spagnola di Santa Fe de Nuevo México. Qui il governatore Alencaster interrogò Pike e quindi lo inviò sotto scorta a Chihuahua nella provincia della Nuova Biscaglia. Il 7 marzo giunsero ad Albuquerque ed il giorno successivo Pike conobbe Facundo Melgares che aveva il compito di scortare Pike fino a Chihuahua.
Lungo il viaggio Pike strinse amicizia con Melgares che egli definisce uno dei migliori uomini che egli abbia mai conosciuto.
Il gruppo fece quasi tutto il percorso seguendo la riva occidentale del Rio Grande, ma giunti presso Fra Cristobal, passarono sulla riva orientale per evitare la zona desertica della Jornada del Muerto. Il 21 marzo arrivarono a El Paso del Norte (l'attuale Ciudad Juárez in Messico).
Giunti presso San Elizario (attualmente nel Texas), il gruppo lasciò il Rio Grande, dirigendosi verso l'interno in direzione di Chihuahua dove arrivarono il 2 aprile. In questa città Pike rimase tre settimane durante le quali fu interrogato a lungo dal Comandante Generale Salcedo. Il 28 aprile Pike e Melgares ripartirono da Chihuahua ed il 2 maggio, giunti nella città di Guajoquilla (attuale Ciudad Jimenez), Pike fu preso in consegna dal capitano Varela, che aveva il compito di riportare gli americani nella loro nazione.
Da Guajoquilla il gruppo proseguì in direzione sud per aggirare la zona desertica del Bolsón del Mapimi, quindi si diresse a nord verso il Rio Grande. Il 25 maggio arrivarono a Monclova, e il 1º giugno attraversarono il Rio Grande presso l'attuale Presidio. Il gruppo attraversò quindi tutto il Texas meridionale passando per San Antonio e Nacogdoches. Il 29 giugno giunsero al fiume Sabine, che segnava il confine riconosciuto fra la Nuova Spagna e gli Stati Uniti. Da li Pike proseguì senza scorta arrivando a Natchitoches sul Red River il 30 giugno.

## Conseguenze
La spedizione Pike non fu certamente un grande successo, e Pike stesso commise diversi errori, tuttavia alcuni meriti le possono essere ascritti.
Dal punto di vista geografico, fu certamente importante la scoperta e localizzazione del Pike Peak, che con i suoi oltre 4300 metri di altezza è una delle più alte montagne del Front Range delle Montagne Rocciose. Anche la faticosa scoperta delle sorgenti dell'Arkansas può essere annoverata fra i risultati, così come importante fu anche la scoperta delle sorgenti del South Platte, anche se avvenne in circostanze fortuite.
Dal punto di vista militare la prima parte del viaggio non porto nessun risultato di rilievo, mentre paradossalmente il viaggio di ritorno di Pike, in cui era scortato dagli spagnoli, consentendogli di attraversare in tutta tranquillità una buona parte del Messico e la parte meridionale del Texas, diede modo a Pike di annotare parecchie informazioni utili.
Dal punto di vista politico il Messico presentò una denuncia ufficiale di violazione del territorio al Dipartimento degli esteri degli Stati Uniti, ma questi rispose che si trattava di un errore involontario avvenuto all'interno di una spedizione scientifica e la cosa non ebbe ulteriori conseguenze.
Infine dal punto di vista personale Pike ricavò dal viaggio una promozione a capitano che rappresentò l'inizio della sua carriera che lo avrebbe portato a ricoprire il grado di Generale di brigata nel 1813 a soli 34 anni.
Pike tenne un diario molto dettagliato del suo viaggio che fu pubblicato nel 1810 e tradotto in diverse lingue.